# 就在今夜
《就在今夜》是台灣電視公司星期六綜藝節目，1988年8月20日開播，1991年5月停播。製作單位鑫凱傳播，製作人俞凱爾、黃建福與周浩天，主持人方芳芳與巴戈，先後由謝荔生、楊水金指揮台視大樂團擔任伴奏。繼《八千里路雲和月》後，《就在今夜》也曾赴中國大陸拍外景。
1988年，台視與巴戈簽約，讓他主持《強棒出擊》與《綜藝出擊》；《綜藝出擊》因成績不如預期理想而被《就在今夜》取代。
《就在今夜》在1989、1989和1991年三度獲提名電視金鐘獎綜藝節目主持人獎，並在1991年獲得第26屆金鐘獎綜藝節目主持人獎。YouTube「台視官方頻道」提供《就在今夜》台視官方精華版，保留首播時字幕。

## 節目內容
《就在今夜》節目內容多樣，主要以藝人訪談與短劇為主，短劇則有相當多的變化。如邀請豬哥亮上節目時安排一段短劇，接下來正式介紹豬哥亮；找鄭進一用說書的方式，讓其他來賓演出內容；或者兩位主持人親自演出短劇。春節特別節目推出搞笑歌仔戲《潘金蓮與西門慶》，由方芳芳演西門慶、巴戈演潘金蓮、羅璧玲演媒婆、歐陽龍演武大郎、陳繼宗演武松。
1990年加入靈異單元〈今夜傳奇〉，邀請司馬中原說些富有人生哲理的鬼故事。藝人訪談單元〈校聲滾滾〉，邀請校園民歌時期歌手上節目聊校園民歌。

## 主題曲
《就在今夜》

作詞：謝鵬雄

作曲：張弘毅

主唱：巴戈、方芳芳

## 節目的變遷
| 台視主頻                    | 台視主頻                              | 台視主頻 |
| --------------------------- | ------------------------------------- | -------- |
|                             | 就在今夜 （1988年8月20日－1991年5月） |          |
| 綜藝出擊 （1988年－1988年） | 今夜星光 （1991年5月－待查）          |          |